# Dwergstormvogeltje
Het dwergstormvogeltje (Hydrobates microsoma synoniem: Oceanodroma microsoma) is een vogel uit de familie der Hydrobatidae (Noordelijke stormvogeltjes). 

## Verspreiding en leefgebied
Deze soort broedt op eilanden nabij Baja California.

## Status
De grootte van de populatie is in 2004 geschat op minimaal een paar honderdduizend vogels. Op de Rode lijst van de IUCN heeft deze soort de status niet bedreigd.